# Glischropus meghalayanus
Glischropus javanus é uma espécie de morcego da família Vespertilionidae. Endêmica do estado de Meghalaya, no nordeste da Índia, estendendo a faixa de distribuição conhecida do gênero Glischropus para o oeste no sul da Ásia por cerca de 1000km. O nome da espécie foi dado em homenagem ao estado de onde foi descoberto e também em comemoração ao 50º aniversário do estado de Meghalaya em 2022.